# Karlos Vémola
Karlos Vémola, właśc. Karel Vémola (ur. 1 lipca 1985 w Ołomuńcu) – czeski zawodnik mieszanych sztuk walki (MMA), zapaśnik oraz były kulturysta. Były mistrz federacji Oktagon MMA w wadze półciężkiej (2022-2024) oraz średniej (2020-2021).

## Przeszłość zapaśnicza oraz kulturystyczna
W wieku sześciu lat rozpoczął treningi zapasów w stylu klasycznym pod przewodnictwem swojego ojca Karela Vémoli i trenera Vojtěcha Smoláka w organizacji Sokół, której nadal jest członkiem.
Od 10 do 16 roku życia zdobył sześć narodowych tytułów w zapasach, a także odniósł jednorazowe zwycięstwo w Drużynowych Mistrzostw Republiki Czeskiej jako członek młodzieżowej drużyny zapaśniczej z Karniowa.
Mimo że urodził się w Ołomuńcu to mieszkał we wsi Litice nad Orlicą. Treningi kulturystyki klasycznej rozpoczął w Žamberku na siłowni przy dworcu kolejowym.

## Kariera MMA

### Pierwsze walki dla CFC i UCMMA
Vémola zadebiutował w mieszanych sztukach walki 24 lutego 2008 roku podczas gali CFC 2, zwyciężając poddaniem (duszenie zza pleców) z Patriciem Carrollem po 44 sekundach pierwszej rundy. Następne 5 walk wygrywał przez technicznie nokauty (TKO) lub poddania, tocząc pojedynki także dla Cage Fighters Championship, i zdobywając dwukrotnie pasy CFC w wadze ciężkiej.
6 listopada 2010 zawalczył jednorazowo (do czasu powrotu w 2013) dla brytyjskiej promocji Ultimate Challenge MMA. Vémola znokautował tam Anglika, Petera Yendalla w 49 sekund.

### UFC
Jeszcze tego samego roku związał się z najlepszą federacją MMA na świecie Ultimate Fighting Championship. Debiut dla amerykańskiej organizacji odbył 3 lipca podczas gali UFC 116: Lesnar vs Carwin, tocząc walkę z również niepokonanym Jonem Madsenem. Pojedynek dotrwał pełen trzyrundowy dystans, po którym to sędziowie punktowi przyznali jednogłośne zwycięstwo (x3 30-27) Amerykanowi, zapewniając Vémoli pierwszą porażkę w karierze. Po swojej pierwszej zawodowej porażce, Vémola zdecydował się zejść do dywizji wagi półciężkiej (do -93 kg). Ponad cztery miesiące później w drugiej walce dla UFC znokautował w pierwszej rundzie ciosami w parterze Setha Petruzelliego podczas gali UFC 122: Marquardt vs. Okami. To zwycięstwo zapewniło Vémoli dodatkowe wyróżnienie przez federację w postacie bonusu finansowego (60 tys. $) za najlepszy nokaut wieczoru tej gali.
W 2011 roku stoczył tylko jedną, przegraną walkę na pełnym dystansie z Brazylijczykiem, Ronnym Markesem na gali UFC Live: Hardy vs. Lytle. Po tej przegranej przeszedł do wagi średniej (do 83,9 kg).
5 maja 2012 podczas gali UFC on Fox 3: Diaz kontra Miller zacisnął w drugiej rundzie duszenie zza pleców Mike’owi Massenzio, po którym ten musiał odklepać.  W dwóch następnych walkach Vémola sam odnosił porażki tą techniką, przegrywając z Francisem Carmontem (11 lipca 2012, UFC on Fuel TV: Munoz vs Weidman) oraz Caio Magalhãesem (8 czerwca 2013, UFC on Fuel TV: Nogueira vs Werdum 2). Dwie ostatnie porażki zadecydowały o zwolnieniu Vémoli z UFC.

### Powrót do UCMMA i walki w Czechach
W swojej pierwszej walce po UFC, związał się ponownie z Ultimate Challenge MMA. Vémola 3 sierpnia 2013 na gali UCMMA 38 zdobył pas mistrza wagi średniej, pokonując ówczesnego mistrza Dennistona Sutherlanda przez jednogłośną decyzję.
Dwie następne walki stoczył poza UCMMA, sięgając po pasy mistrzowskie; MMA Arena oraz Gladiator Championship Fighting. Najpierw 10 listopada 2013 na Arena MMAA 2 udusił do nieprzytomności duszeniem północ-południe Petra Kníže w trzeciej rundzie, a następnie 7 grudnia 2013 podczas gali GCF 26: Fight Night zmusił do poddanie się po zaciśnięciu duszenia zza pleców Tomášowi Kuželi. Oba pojedynki odbyły się w Pradze.
W lutym 2014 na UCMMA 38 miał zmierzyć się z Egipcjaninem, Mahmoudem Salamą, jednak ten wycofał się z walki. Nowym rywalem Vémoli na tym wydarzeniu został Anglik, Marvin Campbellą. Terminator zwyciężył poddaniem kimurą już w pierwszej rundzie. Starcie nie miało statusu mistrzowskiego.
7 marca 2014 podczas wydarzenie MMAA Arena 3 przystąpił do pierwszej obrony pasa MMA Arena w kategorii średniej. Vémola po trzech rundach zwyciężył z reprezentantem Polski, Piotrem Strusem, zachowując tytuł.
2 maja 2015 na UCMMA 43 zdobył pas mistrzowski Ultimate Challenge MMA w wyższej kategorii (półciężkiej), poddając Anglika Carla Kinslowa duszeniem północ-południe po ponad minucie walki. Czternaście dni później (16 maj) tą samą techniką pokonał Austriaka, Davida Marcina na gali Fusion: First Class Fight Night Series 1.

### WFS i NoW

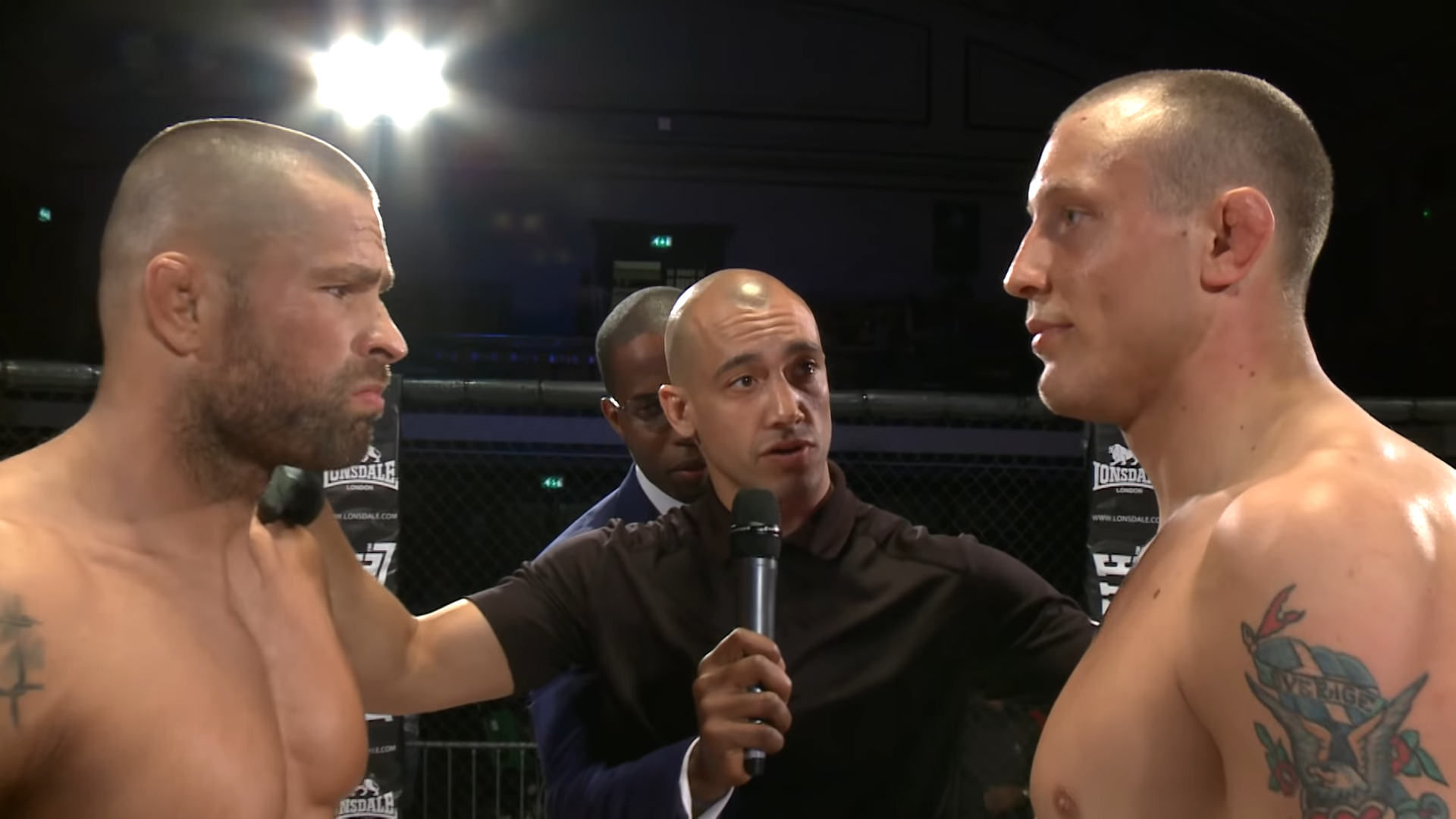
Karlos Vémola tuż przed walką z Jackiem Hermanssonem podczas gali „Warrior Fight Series 4”.

2 sierpnia 2015 w Londynie podczas Warrior Fight Series 4 przegrał z mistrzem Cage Warriors, Jackiem Hermanssonem walkę o pas mistrzowski Warrior Fight Series w wadze średniej. Szwed poddał Vémolę balachą po ponad 2 minutach pierwszej odsłony.
Następne dwa pojedynki zwyciężył w pierwszych rundach dla czeskiej federacji Night of Warriors. Najpierw 5 listopada 2016 podczas gali Night of Warriors 10 robił łokciami Austriaka, Dritana Barjamaja, zdobywając przy tym pas mistrzowski wadze do -96 kg. Ponad rok później (11 listopada 2017) na Night of Warriors 12 skończył uderzeniami w parterze innego reprezentanta Austrii, Maximiliana Bajlitza.

### XFN
7 grudnia 2017 podczas walki wieczoru gali XFN 6: Ondruš vs. Vémola zdobył pas mistrzowski amerykańskiej federacji Xtreme Fighting Nation w kategorii półciężkiej, poddając Petra Ondruša duszeniem zza pleców w pierwszej odsłonie rundowej. Do pierwszej obrony tytułu wagi półciężkiej przystąpił niespełna trzy miesiące później podczas wydarzenia XFN 8: Vémola vs. Sloane (7 grudnia 2018), gdzie pokonał taką samą techniką Anglika, Jamiego Sloane'a.
28 czerwca 2018 na XFN 11: Back to the O2 Arena pokonał na pełnym dystansie decyzją jednogłośną Patrika Kincla. Walka odbyła się w wadze średniej i nie toczyła się o pas XFN w wadze półciężkiej.
6 października 2018 podczas XFN 12 wygrał przez TKO w drugiej rundzie z Mateuszem Ostrowskim, rozbijając po obaleniu Polaka ciosami w parterze.
18 listopada 2018 na XFN 14 w słowackiej Bratysławie pokonał jednogłośnie na punkty bardziej doświadczonego Francuza, Moise Ribona. Walka ponownie toczyła się w wadze średniej.
Jeszcze w tym samym roku Vémola wypełnił kontrakt z Xtreme Fighting Nation i na grudniowej gali XFN 15 technicznie znokautował w parterze Brazylijczyka, Flavio Rodrigo Magona, po niespełna 2 minutach pierwszej rundy.

### Dalsze walki dla Oktagon MMA
5 grudnia 2020, w walce zwieńczającej galę Oktagon 19 poddał w pierwszej rundzie Czecha, Václava Mikuláška.
Niecały miesiąc później, na gali Oktagon 20, które odbyło się 30 grudnia 2020 zdobył pas mistrzowski wagi średniej, pokonując jednogłośną decyzją sędziów Alexa Lohoré.
27 marca 2021 przystąpił do pierwszej obrony mistrzowskiego pasa wagi średniej, mierząc się z Milanem Ďatelinką. Vémola na ważeniu przed walką nie osiągnął wymaganego limitu kategorii średniej, przez co pozbawiono go pasa oraz nałożono na niego karę finansową. Pomimo utraty pasa zwyciężył przez poddanie w pierwszej rundzie.
4 czerwca 2022 na gali Oktagon 33 we Frankfurcie nad Menem zakończył przez poddanie w pierwszej rundzie pojedynek z Michałem Pasternakiem.
Podczas gali Oktagon 34, która odbyła się 23 lipca 2022 zdobył pas mistrzowski Oktagon MMA w wadze półciężkiej, poddając duszeniem trójkątnym rękoma Serba, Aleksandara Ilicia.
30 grudnia 2022 na gali Oktagon 38 w stolicy Czech miało dojść do rewanżowego pojedynku między Vémolą, a mistrzem kategorii średniej, Patrikiem Kinclem, którego stawką miał być pas Czecha. Na początku grudnia w mediach czesko-słowackiej organizacji ogłoszono, że Vémola musiał wycofać się z pojedynku z powodu problemów zdrowotnych.
16 marca 2023 na Oktagon 41 w Libercu zmierzył się w konfrontacji z Amerykaninem, Alem Matavao'em. Zwyciężył przez poddanie w pierwszej rundzie.
Do mistrzowskiego rewanżu z Patrikiem Kinclem doszło ostatecznie 20 maja 2023 w Pradze na gali Oktagon 43. Po 25 minutach przegrał jednogłośną decyzją sędziów.
29 lipca 2023 w drugiej, głównej walce wieczoru gali Oktagon 45 stoczył pojedynek z reprezentantem Argentyny, Lucasem Alsiną. Zwyciężył to starcie jednogłośną decyzją sędziowską.
W następnej walce, którą stoczył 7 października 2023 podczas głównego wydarzenia Oktagon 47 w Bratysławie, przystąpił do pierwszej obrony tytułu w dywizji półciężkiej. Rywalem Vémoli był tymczasowy mistrz, Pavol Langer. Zwyciężył błyskawicznie już w 7 sekundzie pojedynku, naruszając rywala mocnym ciosem wyprowadzonym z lewej ręki.

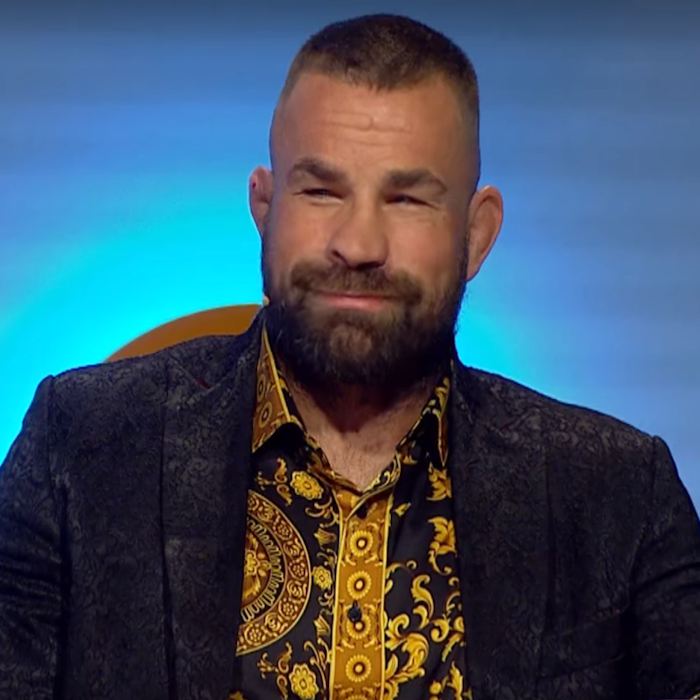
Vemola w 2024

Podczas imprezy Oktagon 51, która odbyła się 29 grudnia 2023 w praskiej O2 Arenie, zawalczy z byłym tymczasowym mistrzem, Samuelem Krištoficiem. Vémola mimo pozycji dużego faworyta przegrał ten pojedynek przez nokaut w rundzie pierwszej.
8 czerwca 2024 w walce wieczoru gali Oktagon 58, przystąpił po raz drugi do obrony pasa w kategorii półciężkiej, gdzie podjął w rewanżowym starciu Attilę Végha. W drugiej rundzie poddał Słowaka duszeniem trójkątnym rękoma, tym samym rewanżując mu się za porażkę z 2019 roku.
Oczekiwano, że pięć miesięcy później stoczy swój kolejny rewanż, tym razem z Samuelem Krištoficiem. Do starcia Vémoli z Krištoficiem miało dojść 9 listopada 2024 podczas walki wieńczącej galę Oktagon 63. Ostatecznie Krištofič wycofał się z niej powodu kontuzji, a Vémola został bez przeciwnika i do walki nie doszło.
29 grudnia 2024 podczas gali Oktagon 65, stracił pas mistrzowski wagi półciężkiej, na rzecz Irlandczyka Willa Fleury'ego, który pokonał go jednogłośnie na punkty.
W walce wieczoru gali Oktagon 72, która odbyła się 14 czerwca 2025 stoczył tzw. trylogię z Attilą Véghem. Zwyciężył po pięciu rundach i zdobył po walce specjalny pas mistrzowski "Infinity".

## Życie prywatne
W 2017 roku skontaktował się z Słowaczką modelką, Lele Ceterovą (ur. 4 czerwca 1989 w Żylinie) za pośrednictwem sieci społecznościowej Instagrama. Znajomość ta doprowadziła do ich do związku, a kochankowie mieszkali na przemian w Pradze i Londynie, gdzie przez długi czas mieszkał Vémola. W 2019 roku Ceterová zaszła w ciążę z Vémolą, a dziecko miało urodzić się na początku następnego roku (2020). Ostatecznie jednak ciąża zakończyła się przedwczesnym porodem i 18 grudnia 2019 roku para doczekała się córki, Lily. Ich drugim dzieckiem był syn Rocky, który urodził się 1 grudnia 2021. 28 lipca 2022 Ceterová i Vémola odbyli ceremonię ślubną w praskiej Občanská plovárna. Ślubu nowemu małżeństwu udzielił aktor Jiří Krampol.

## Osiągnięcia

### Mieszane sztuki walki
- Cage Fighters Championship
  - 2009: mistrz Europy Cage Fighters Championship w wadze ciężkiej
  - 2009: mistrz świata Cage Fighters Championship w wadze ciężkiej
- Czech MMA Association
  - 2013: mistrz Czech MMA Association w wadze średniej
- Gladiator Championship Fighting
  - 2013: mistrz Gladiator Championship Fighting w wadze średniej
- Ultimate Challenge MMA
  - 2015: mistrz Ultimate Challenge MMA(inne języki) w wadze półciężkiej
- Night of Warriors
  - 2016: mistrz Night of Warriors w wadze do -96 kg
- X Fight Nights
  - 2017: mistrz X Fight Night w wadze półciężkiej
- Oktagon MMA
  - 2020-2021: mistrz Oktagon MMA w wadze średniej[33][34]
  - 2022-2024: mistrz Oktagon MMA w wadze półciężkiej[33][3]
  - 2025: mistrz "Infinity"[57]

## Lista zawodowych walk w MMA
| Wynik     | Bilans | Przeciwnik (bilans przed walką) | Rozstrzygnięcie                                | Runda | Czas | Rozgrywki                                | Data       | Miejsce             | Uwagi |
| --------- | ------ | ------------------------------- | ---------------------------------------------- | ----- | ---- | ---------------------------------------- | ---------- | ------------------- | --- |
| Wygrana   | 38-9   | Attila Végh (33-10-2)           | Decyzja (jednogłośna)                          | 5     | 5:00 | Oktagon 72: Vémola vs. Végh 3            | 14.06.2025 | Praga               | Zdobył pas mistrzowski "Infinity". Main Event                                                                |
| Przegrana | 37-9   | Will Fleury (13-3. 1 NC)        | Decyzja (jednogłośna)                          | 5     | 5:00 | Oktagon 65: Paradeiser vs. Keita 2       | 29.12.2024 | Praga               | Stracił pas mistrzowski Oktagon MMA w wadze półciężkiej. Co-Main Event                                       |
| Wygrana   | 37-8   | Attila Végh (33-9-2)            | Poddanie (duszenie trójkątne rękoma)           | 2     | 0:45 | Oktagon 58: Vémola vs. Végh 2            | 08.06.2024 | Praga               | Obronił pas mistrzowski Oktagon MMA w wadze półciężkiej. Main Event                                          |
| Przegrana | 36-8   | Samuel Krištofič (16-6)         | KO (prawy hak)                                 | 1     | 1:48 | Oktagon 51: Michailidis vs. Veličković   | 29.12.2023 | Praga               | Limit umowny -88,5 kg. Co-Main Event                                                                         |
| Wygrana   | 36-7   | Pavol Langer (12-9)             | KO (lewy hak i ciosy pięściami w parterze)     | 1     | 0:07 | Oktagon 47: Česko vs. Slovensko          | 07.10.2023 | Bratysława          | Obronił pas mistrzowski Oktagon MMA w wadze półciężkiej. Main Event                                          |
| Wygrana   | 35-7   | Lucas Alsina (11-4)             | Decyzja (jednogłośna)                          | 3     | 5:00 | Oktagon 45: Sanikidze vs. Keita          | 29.07.2023 | Praga               | Limit umowny -91 kg. Co-Main Event                                                                           |
| Przegrana | 34-7   | Patrik Kincl (26-10. 1 NC)      | Decyzja (jednogłośna)                          | 5     | 5:00 | Oktagon 43: Kincl vs. Vémola 2           | 20.05.2023 | Praga               | Pojedynek o pas mistrzowski Oktagon MMA w wadze średniej. Main Event                                         |
| Wygrana   | 34-6   | Al Matavao (10-5)               | Poddanie (duszenie zza pleców)                 | 1     | 3:18 | Oktagon 41: Mågård vs. Lopez             | 15.04.2023 | Liberec             | Limit umowny -88 kg. Co-Main Event                                                                           |
| Wygrana   | 33-6   | Aleksandar Ilić (13-4)          | Poddanie (duszenie trójkątne rękoma)           | 1     | 3:52 | Oktagon 34: Vémola vs. Ilić              | 23.07.2022 | Praga               | Zdobył pas mistrzowski Oktagon MMA w wadze półciężkiej. Main Event                                           |
| Wygrana   | 32-6   | Michał Pasternak (16-7)         | Poddanie (duszenie trójkątne rękoma)           | 1     | 3:56 | Oktagon 33: Buchinger vs. Keita          | 04.06.2022 | Frankfurt nad Menem | Powrót do wagi półciężkiej.                                                                                  |
| Wygrana   | 31-6   | Milan Ďatelinka (8-4)           | Poddanie (duszenie zza pleców)                 | 1     | 2:12 | Oktagon 22: Vémola vs. Ďatelinka         | 27.03.2021 | Brno                | Vémola w związku z przekroczeniem limitu wagowe został pozbawiony pasa wagi średniej przed walką. Main Event |
| Wygrana   | 30-6   | Alex Lohoré (19-5)              | Decyzja (jednogłośna)                          | 5     | 5:00 | Oktagon 20: Vémola vs. Lohoré            | 30.12.2020 | Brno                | Zdobył pas mistrzowski Oktagon MMA w wadze średniej. Main Event                                              |
| Wygrana   | 29-6   | Václav Mikulášek (7-6)          | Poddanie (duszenie zza pleców)                 | 1     | 2:05 | Oktagon 19: Vémola vs. Mikulášek         | 05.12.2020 | Brno                | Powrót do wagi średniej. Main Event                                                                          |
| Wygrana   | 28-6   | Thomas Robertsen (8-3)          | Poddanie (duszenie północ-południe)            | 3     | 1:02 | Oktagon 17: Kozma vs. Kertész            | 17.10.2020 | Brno                | Limit umowny -90 kg. Co-Main Event                                                                           |
| Przegrana | 27-6   | Attila Végh (32-9-2)            | KO (cios pięścią)                              | 1     | 2:07 | Oktagon 15: Végh vs. Vémola              | 09.11.2019 | Praga               | Main Event                                                                                                   |
| Wygrana   | 27-5   | Henrique da Silva (15-6)        | Decyzja (jednogłośna)                          | 3     | 5:00 | Oktagon 13: Vémola vs. da Silva          | 27.07.2019 | Praga               | Main Event                                                                                                   |
| Wygrana   | 26-5   | Prince Aounallah (14-9)         | Decyzja (jednogłośna)                          | 3     | 5:00 | Night of Warriors 15                     | 06.04.2019 | Liberec             | |
| Wygrana   | 25-5   | Paweł Brandys (8-5-2)           | Poddanie (duszenie zza pleców)                 | 1     | 4:25 | Oktagon 11: Kozma vs. Krištofič          | 16.03.2019 | Ostrawa             | |
| Wygrana   | 24-5   | Flavio Rodrigo Magon (17-10)    | TKO (ciosy pięściami w parterze)               | 1     | 1:57 | XFN 15                                   | 27.12.2018 | Praga               | Powrót do wagi półciężkiej.                                                                                  |
| Wygrana   | 23-5   | Moise Rimbon (25-11-3)          | Decyzja (jednogłośna)                          | 3     | 5:00 | XFN 14                                   | 18.11.2018 | Bratysława          | Walka w wadze średniej. Main Event                                                                           |
| Wygrana   | 22-5   | Mateusz Ostrowski (8-6-1)       | TKO (ciosy pięściami i łokciami)               | 2     | 1:06 | XFN 12                                   | 06.10.2018 | Pilzno              | Walka w wadze półciężkiej.                                                                                   |
| Wygrana   | 21-5   | Patrik Kincl (19-8)             | Decyzja (jednogłośna)                          | 3     | 5:00 | XFN 11: Back to the O2 Arena             | 28.06.2018 | Praga               | Walka w wadze średniej. Main Event                                                                           |
| Wygrana   | 20-5   | Jamie Sloane (8-3)              | Poddanie (duszenie zza pleców)                 | 1     | 2:06 | XFN 8: Sloane vs. Vémola                 | 03.03.2018 | Pardubice           | Obronił pas mistrzowski XFN w wadze półciężkiej. Main Event                                                  |
| Wygrana   | 19-5   | Petr Ondruš (7-6)               | Poddanie (duszenie zza pleców)                 | 1     | 4:40 | XFN 6: Ondruš vs. Vémola                 | 07.12.2017 | Praga               | Zdobył pas mistrzowski XFN w wadze półciężkiej. Main Event                                                   |
| Wygrana   | 18-5   | Maximilian Bajlitz (0-0)        | TKO (ciosy pięściami)                          | 1     | 1:02 | Night of Warriors 12                     | 11.11.2017 | Liberec             | Limit umowny -91 kg. Co-Main Event                                                                           |
| Wygrana   | 17-5   | Dritan Barjamaj (12-9)          | TKO (łokcie)                                   | 1     | 1:43 | Night of Warriors 10                     | 05.11.2016 | Liberec             | Zdobył pas mistrzowski NoW w wadze -96 kg. Main Event                                                        |
| Przegrana | 16-5   | Jack Hermansson (9-2)           | Poddanie (dźwignia prosta na staw łokciowy)    | 1     | 2:06 | Warrior Fight Series 4                   | 01.08.2015 | Londyn              | Walka o pas mistrzowski WFS w wadze średniej. Main Event                                                     |
| Wygrana   | 16-4   | David Marcina (13-14)           | Poddanie (duszenie północ-południe)            | 1     | 1:36 | Fusion: First Class Fight Night Series 1 | 16.05.2015 | Pardubice           | |
| Wygrana   | 15-4   | Carl Kinslow (4-6-1)            | Poddanie (duszenie północ-południe)            | 1     | 1:16 | UCMMA 43                                 | 02.05.2015 | Londyn              | |
| Wygrana   | 14-4   | Piotr Strus (9-2)               | Decyzja (jednogłośna)                          | 3     | 5:00 | MMAA Arena 3                             | 07.03.2014 | Hradec Králové      | Zdobył pas mistrzowski MMA Arena w wadze średniej. Main Event                                                |
| Wygrana   | 13-4   | Marvin Campbell (0-1)           | Poddanie (kimura)                              | 1     | 1:36 | UCMMA 38                                 | 01.02.2014 | Londyn              | Walka w wadze półciężkiej. Campbell ważył 97 kg.                                                             |
| Wygrana   | 12-4   | Tomáš Kužela (21-18)            | Poddanie (duszenie zza pleców)                 | 1     | 4:11 | GCF 26: Fight Night                      | 10.12.2013 | Praga               | Zdobył pas mistrzowski GCF w wadze średniej.                                                                 |
| Wygrana   | 11-4   | Petr Kníže (3-0)                | Techniczne poddanie (duszenie północ-południe) | 3     | 3:23 | MMAA Arena 2                             | 07.12.2013 | Praga               | Zdobył pas mistrzowski MMA Arena w wadze średniej.                                                           |
| Wygrana   | 10-4   | Denniston Sutherland (20-10)    | Decyzja (jednogłośna)                          | 3     | 5:00 | UCMMA 35                                 | 03.08.2013 | Londyn              | Zdobył pas mistrzowski UCMMA w wadze średniej.                                                               |
| Przegrana | 9-4    | Caio Magalhães (5-1)            | Poddanie (duszenie zza pleców)                 | 2     | 2:49 | UFC on Fuel TV: Nogueira vs. Werdum      | 08.06.2013 | Fortaleza           | |
| Przegrana | 9-3    | Francis Carmont (18-7)          | Poddanie (duszenie zza pleców)                 | 2     | 1:39 | UFC on Fuel TV: Munoz vs. Weidman        | 11.07.2012 | San Jose            | |
| Wygrana   | 9-2    | Mike Massenzio (13-6)           | Poddanie (duszenie zza pleców)                 | 2     | 1:07 | UFC on Fox: Diaz vs. Miller              | 05.05.2012 | East Rutherford     | Walka w wadze średniej.                                                                                      |
| Przegrana | 8-2    | Ronny Markes (11-1)             | Decyzja (jednogłośna)                          | 3     | 5:00 | UFC Live: Hardy vs. Lytle                | 14.08.2011 | Milwaukee           | |
| Wygrana   | 8-1    | Seth Petruzelli (12-5)          | TKO (ciosy pięściami)                          | 1     | 3:46 | UFC 122                                  | 13.11.2010 | Oberhausen          | Debiut w wadze półciężkiej. Bonus za nokaut wieczoru.                                                        |
| Przegrana | 7-1    | Jon Madsen (5-0)                | Decyzja (jednogłośna)                          | 3     | 5:00 | UFC 116                                  | 03.07.2010 | Las Vegas           | |
| Wygrana   | 7-0    | Peter Yendall (1-0)             | KO (ciosy pięściami)                           | 1     | 0:49 | UCMMA 10: Resurrection                   | 06.02.2010 | Londyn              | |
| Wygrana   | 6-0    | Stav Economou (8-0)             | Poddanie (duszenie zza pleców)                 | 1     | 1:57 | Cage Fighters Championship 7             | 04.07.2009 | Purfleet            | Zdobył pas mistrzowski CFC świata w wadze ciężkiej                                                           |
| Wygrana   | 5-0    | Ashley Pollard (2-2)            | Techniczne poddanie (duszenie zza pleców)      | 1     | 0:36 | Cage Fighters Championship 6             | 25.04.2009 | Purfleet            | Obronił pas mistrzowski CFC Europy w wadze ciężkiej                                                          |
| Wygrana   | 4-0    | Markus Hipp (0-2)               | TKO (ciosy pięściami)                          | 1     | 0:15 | Cage Fighters Championship 5             | 07.03.2009 | Brentwood           | Zdobył pas mistrzowski CFC Europy w wadze ciężkiej                                                           |
| Wygrana   | 3-0    | Szilvester Silbont (0-1)        | Poddanie (duszenie zza pleców)                 | 1     | 3:14 | Cage Fighters Championship 4             | 25.10.2008 | Brentwood           | |
| Wygrana   | 2-0    | Bill Georgitsis (0-0)           | TKO (ciosy pięściami)                          | 1     | 0:05 | Cage Fighters Championship 3             | 18.05.2008 | Rochester           | |
| Wygrana   | 1-0    | Patric Carroll (0-0)            | Poddanie (duszenie zza pleców)                 | 1     | 0:44 | Cage Fighters Championship 2             | 24.02.2008 | Purfleet            | |